# Lista de episódios de Death Note
Esta é uma lista dos episódios do anime Death Note. Alerta de Spoiler.

## Primeira Abertura
| # | Título                  | Estreia                 |
| Episódios de Introdução | Episódios de Introdução | Episódios de Introdução |
| --- | ----------------------- | ----------------------- |
| 1 | "Renascimento"          | 4/10/2006               |
| Light Yagami é um jovem e brilhante estudante japonês cansado da sua vida cotidiana. Tudo muda quando ele encontra o Death Note, um caderno com poderes ocultos capaz de matar qualquer pessoa no qual tem seu nome escrito em suas folhas. Este caderno pertence a um deus da morte (shinigami), que quando entediado em seu mundo o deixou cair na Terra para assim quebrar sua monotonia. Light, agora sempre acompanhado do shinigami antigo dono desse caderno sombrio, chamado Ryuk, decide usar o item para criar um novo mundo no qual ele seria um "deus", valendo-se da eliminação de criminosos e de todos que ficassem em seu caminho. |                         |                         |
| 2 | "Batalha"               | 11/10/2006              |
| Como diversos criminosos recentemente morreram de ataques cardiacos inexplicáveis em todos os cantos do mundo, a Interpol reúne-se para discutir o fenômeno. Incapazes de chegar a uma explicação para isso, o maior detetive do mundo conhecido apenas como L, cuja verdadeira identidade é desconhecida, promete aos representantes da Interpol, atravês de seu contato conhecido como Watari, que encontrara o responsável por estas mortes. O público passa a chamar o suposto vingador de Kira, uma clara referencia a palavra inglesa Killer, que quer dizer assassino, neste momento Light percebe que o mundo esta mudando como ele avia previsto. Ryuk alerta Light que se outro humano tocar o seu caderno este humano podera velo e ouvi lo, Light então mantem o Death Note em um fundo falso em sua escrivaninha, na qual se incendiaria caso alguém tentasse pegá lo. L então passa a trabalhar com a policia japonesa, e diz a eles que fara um pronunciamento na Tv onde sera visto em todo mundo. No dia do pronunciamento L desafia Kira, então Light não exita em matá lo. Quando o homem cai morto sobre a mesa o verdadeiro pronunciamento começa, então o verdadeiro L diz que seu dublê era na verdade um condenado, e também revela que o pronunciamento foi visto apenas pelo região de Kanto no Japão, agora L sabendo onde Kira se esconde, uma batalha entre o bem e mal tem inicio. |                         |                         |
| 3 | "Relações"              | 18/10/2006              |
| L deduz que Kira é um estudante ao analisar o horário dos seus assassinatos. Em um dia em que Light esta voltando da escola, Ryuk revela que não esta do lado dele nem de L, mas o avisa que um humano pode estar o seguindo. Ryuk também diz a Light que os shinigamis são capazes de ver o nome e a expectativa de vida de um humano usando os poderosos olhos de shinigami, e que Light pode telos dando a ele metade de sua expectativa de vida restante. |                         |                         |
| 4 | "Perseguição"           | 25/10/2006              |
| Light elabora um plano para descobrir o nome da pessoa que o segue, então liga para uma amiga da escola chamada Kyomi Takada, e a convida para um encontro. Light e Kyomi entram em um ônibus, que iria para Space Land, o homem continua a seguir Light e entra no ônibus. Após algum tempo um viciado embarca e sequestra o ônibus, em um momento Light pede uma prova ao homem que o segue de que ele não é um companheiro do viciado, então o homem mostra sua identidade a Light, dizendo que é um dos agentes do FBI contratados por L, chamado Raye Penber. Light então deixa um pedaço de papel cair, que na verdade era uma pagina do Death Note, o viciado o pega e então consegue ver Ryuk, e usa toda a munição de sua arma tentando mata lo, sem sucesso ele pede ao motorista parar o ônibus e abrir a porta, ao sair ele é atropelado por um carro que passava naquele momento assim o matando. |                         |                         |
| 5 | "Diplomacia"            | 1/11/2006               |
| Em uma estação de metro, Light manipula Raye Penber para que ele diga a seu lider lhe mandar um e-mail com nomes e imagens dos outros agentes que investigam outros suspeitos, sem saber Raye Penber escreve todos os nomes em uma das paginas do Death Note escondida em um envelope, Penber deixa o envolope no trem e sai, neste momento ele começa a agonizar na estação até morrer por um ataque cardiaco, mas antes se esforça para olhar dentro do trem, onde vê Light sarcasticamente te dizendo adeus. |                         |                         |
| 6 | "Desligamento"          | 08/11/2006              |
| Os únicos membros remanescentes da policia japonesa conhecem L pessoalmente. Light ao ir entregar algumas roupas a seu pai Soichiro Yagami, chefe da policia japonesa encontra uma linda mulher tentando se encontrar com L, dizendo que tinha varias teorias a respeito de Kira. Light diz a ela quem é seu pai, e que ele trabalha com L, quando se conhecem melhor ela diz a Light que era noiva de Raye Penber, e também que descobriu muitas coisas sobre um recente sequestro de ônibus, e acredita Kira esteve neste ônibus com seu noivo. Light ao perceber que a mulher sabe demais decide mata la, usando uma pagina do Death Note que ele carrega, mas descobre que o nome que ela avia lhe dito era falso. |                         |                         |
| 7 | "Tentação"              | 15/11/2006              |
| Após Light fazer um teatro a mulher dizendo que fazia parte da força tarefa, descobre seu verdadeiro nome, Naomi Misora, e especifica no Death Note que ela se matara, e assim acontece. |                         |                         |
| 8 | "Linha de Vista"        | 22/11/2006              |
| Light mesmo percebendo que está sendo filmado o tempo todo, consegue matar criminosos que aparecem na televisão e também estudar para a prova de vestibular que está por realizar. |                         |                         |
| 9 | "Contato"               | 29/11/2006              |
| Light faz sua prova de vestibular numa conceituada universidade japonesa. L também se inscreve na mesma universidade para poder observar Light mais de perto. Os dois acabam empatados em primeiro lugar e L, mais tarde, se apresenta a Light com uma identidade falsa. |                         |                         |
| 10 | "Dúvida"                | 6/12/2006               |
| L e Light jogam uma partida de tênis na universidade. L diz a Light que desconfia que ele é Kira, mas com apenas 5% de chance. Depois de conversarem, L diz que as chances aumentaram para 7%. |                         |                         |
| Saga do Segundo Kira |                         |                         |
| 11 | "Colisão"               | 13/12/2006              |
| Uma emissora de TV exibe a mensagem de Kira deixando L e os agentes à beira de um ataque de nervos. Ainda, um dos agentes morre de ataque cardíaco ao chegar na estação da TV, deixando todos em pânico. O pai de Light consegue invadir a estação de TV e pega as cópias das fitas da mensagem de Kira. Light e Ryuk descobrem que há mais um shinigami no mundo dos humanos e L desconfia de que a mensagem transmitida na TV seja de um segundo Kira. No final é mostrada uma menina chamada Misa Amane, que também tem um Death Note e ainda possui algo a mais: os poderosos olhos de shinigami. |                         |                         |
| 12 | "Amor"                  | 27/12/2006              |
| Light recebe um telefonema do pai dizendo que L o convidou para ajudar na investigação do caso Kira. Light aceita ajudar, verifica o vídeo e diz que também desconfia da existência de um segundo Kira. L, então, propõe a Light que ele se passe pelo verdadeiro Kira. Light fica assustado, mas concorda com a ideia. Eles gravam um vídeo e mandam para a mesma emissora que exibiu o vídeo da mensagem de Kira no episódio anterior. A emissora então exibe o vídeo e Misa, ao assisti-lo, fica feliz e grava outro vídeo em resposta ao outro Kira e expressa um anseio em se encontrar com ele. A shinigami de Misa, chamada Rem, revela que um outro shinigami chamado Jealous era apaixonado por ela e ele usou seu Death Note para salvá-la da morte. Rem diz ainda que o caderno que Misa possui era de Jealous, mas agora é dela. |                         |                         |
| 13 | "Confissão"             | 10/01/2007              |
| Misa, o segundo Kira, manda outra mensagem e mais um diário para a emissora de TV. Light lê esse diário e fica preocupado com o que está escrito nele. L, sem saber da preocupação de Light, propõe que todos os agentes vão até o local onde os Kiras vão se encontrar para poder se aproximar mais deles e se possível prendê-los. Isso deixa Light ainda mais preocupado. Light pergunta a Ryuk se dois shinigamis podem conversar entre si no mundo humano. Ele diz que isso só pode ocorrer caso haja aprovação do hospedeiro humano; ele diz também que não vai contar a Light se ver outro shinigami. Light verifica o mapa para procurar um local para que ele e o segundo Kira se encontrem sem a presença de L e dos agentes. Light aparece na cidade e passa pelo local, sem perceber que Misa já o viu e descobriu que ele é o Kira verdadeiro através de seus olhos de shinigami. Misa, mais tarde, pesquisa sobre a vida de Light e em seguida vai ao encontro dele, ocasião em que Light descobre que Misa é o segundo Kira. |                         |                         |
| 14 | "Amigos"                | 17/01/2007              |
| Raito aceita ser o namorado de Misa, mas ele planeja usá-la, pois confia na potencialidade dos olhos de shinigami que ela possui, acreditando que eles serão úteis para descobrir a identidade de L e matá-lo. Ela conta que se um shinigami matar um humano por amor a outro humano ele morre. Light pergunta a ela de onde ela mandou as fitas das mensagens de Kira e ela responde que mandou para três cidades do Japão. Light pede para que ela faça um último vídeo para depois livrar-se das outras fitas e também pede para que ela não conte sobre os cadernos caso ela seja pega pela polícia. Light também diz a ela que L suspeita que ele seja o Kira e em seguida, arma um plano para que ela veja L sem que este a veja. O vídeo chega a L e ele deduz que se Light fosse Kira, ele já teria o matado, mas depois ele diz que Light é o primeiro amigo dele. Misa visita Light mais uma vez e Rem revela que tem algum sentimento por Misa e ela sempre fica feliz quando Misa está feliz. Light pede para Rem matar L, para que assim ele e Misa possam ficar felizes, Misa concorda e insiste para que Rem atenda o pedido de Light. A shinigami aceita a proposta de matar L. |                         |                         |
| 15 | "Aposta"                | 24/01/2007              |
| Rem pergunta a Light quando ela deve matar L; ele responde que precisa criar uma situação para que L seja morto. L desconfia cada vez mais de que Light seja Kira, o que deixa o pai de Light muito nervoso. Porém ele diz também que não esta certo disso ainda, e pede para o pai de Light para que, se caso ele (L) morrer, prenda seu filho, porque isso será uma prova de que ele é Kira. Na universidade, Light vê L e diz que se ele morrer o mundo todo saberá que Light é Kira. Light fica desconfiado. Misa aparece para se encontrar com Light e quando Light apresenta L, ela desconfia dele, já que possui olhos de shinigami, podendo assim ver os nomes das pessoas e seu tempo de vida. Misa é rodeada por vários alunos da universidade, por ser uma celebridade e depois é chamada pela agente dela para trabalhar. L diz que vai ao restaurante e convida Light, que pede para L ir na frente. Light aproveita para ligar para Misa, só que L havia pego o celular dela. Light diz que vai devolvê-lo a Misa. L faz outra ligação e avisa que Misa foi presa por suspeita de ser o segundo Kira, o que assusta Light. L pede para Watari, o agente em quem ele mais confia, fazer tudo para ela e não matá-la. Ele avisa paro pai de Light que quer prender seu filho como suspeito de ser Kira. Misa avisa que quer morrer para Rem, L escuta ela falar e ela diz que não é o segundo Kira. Rem vai a casa de Light e diz que Misa não tem mais a posse do Death Note e que o novo dono é Light e Rem diz que se ele não salvar Misa, ela o matará. Light tem então uma nova ideia. |                         |                         |
| 16 | "Decisão"               | 31/01/2007              |
| Raito desiste da posse do Death Note que pertencia a Misa. Rem havia dito que é seu dever salvar Misa, e então volta para o mundo dos shinigamis. É revelado que Light enterrou o Death Note de Ryuk e que só ele pode ter a decisão de descartar o objeto se lhe parecer necessário. L tenta mais uma vez fazer Misa falar se ela é o segundo Kira e quem é o primeiro, mas ela esquiva dizendo que está presa porque ela é uma celebridade. Light liga para L dizendo que está chegando. Quando ele chega, diz a L que ele pode ser Kira. Seu pai se desespera. L decide prender Light seja preso e mais tarde. O pai de Light pede para prendê-lo também, pois acredita que uma hora ou outra, surtará de loucura com as coisas que andam ocorrendo. No 7º dia de confinamento, Light decide abdicar a posse do seu próprio Death Note, fazendo com que ele perca toda a sua memória relacionada ao objeto ou a shinigamis, assim como seu poder de ver Ryuk. Mais tarde, ele pede para que L o solte, o que detetive não faz. No 15º dia de confinamento, o agente Matsuda chega com a notícia de que dois criminosos foram mortos e diz que Kira voltou a atacar dando a entender que Light não é Kira. |                         |                         |
| Saga da Yotsuba (Primeira Parte) |                         |                         |
| 17 | "Execução"              | 7/02/2007               |
| Para testar se Misa realmente é o segundo Kira, L monta um plano junto com o pai de Light, fingindo enviar Light para a execução, com Misa ao seu lado. Como Misa não matou o pai de Light, supostamente foi constatado que ela não era o segundo Kira. Mas, ainda desconfiando de Light, L decide se acorrentar a ele, para ter certeza de que ele não é Kira. |                         |                         |
| 18 | "Companheiro"           | 14/02/2007              |
| L e Light têm várias brigas, por causa da obsessão de L pela culpa de Light. L diz que não está mais empolgado, pois supostamente havia errado na conclusão sobre Light ser Kira. Mas Light descobre uma série de mortes ocorrendo com concorrentes de uma empresa chamada Yotsuba, e o pai de Light percebe que todas as mortes acontecem no fim de semana. |                         |                         |
| 19 | "Matsuda"               | 21/02/2007              |
| Matsuda se irrita por não mais parecer útil e resolve entrar na sede da Yotsuba. Ao fazer isso e escutar a conversa escondido, ele descobre que os chefes faziam reuniões todas as sextas-feiras para decidir quais seriam os próximos assassinatos que realizariam, pois um deles tem um Death Note. Os chefes descobrem que Matsuda estava na porta. Este, para se livrar, mente dizendo que queria oferecer Misa como rosto da empresa. Para salvar Matsuda, L monta um plano fingindo a morte dele para os agentes da Yotsuba. |                         |                         |

## Segunda Abertura
| # | Título                          | Estreia                         |
| Saga da Yotsuba (Segunda Parte) | Saga da Yotsuba (Segunda Parte) | Saga da Yotsuba (Segunda Parte) |
| --- | ------------------------------- | ------------------------------- |
| 20 | "Sucessor"                      | 28/02/2007                      |
| Weddy, uma ladra contratada por L, consegue instalar uma câmera na sala de reuniões do prédio da Yotsuba. Light consegue os telefones de todos os sete chefes e liga para um deles, fingindo ser L e pedindo para que eles não matem ninguém no período de um mês. L se impressiona com o plano de Light e diz que ele será o seu sucessor caso ele venha a falecer. Eles armam um plano para tirar informações dos sete empresários da Yotsuba contam com a ajuda de Misa. |                                 |                                 |
| 21 | "Atividade"                     | 07/03/2007                      |
| O grupo da Yotsuba resolve contratar Misa Amane não só para o comercial mas também para conseguir informações sobre L. Misa vai para a entrevista e quando ela vai ao banheiro, a shinigami Rem usa o pedaço do Death Note que havia arrancado para tocar em Misa para que ela a veja e, então, se revela e conta todo o plano de Light para ela; a shinigami diz ainda que ficará atrás de um dos chefes para indicar que este é o dono de um Death Note. Misa compreende e, quando volta para entrevista, vê que Rem está atrás do empresário Kyosuke Higuchi. Misa vai ao encontro com Higuchi depois do primeiro dia de trabalho e diz a ele que é o segundo Kira. Higuchi a testa, apontando um sujeito a quem deseja matar. Rem suspeita que seja mais um dos planos de Light e anota o nome do tal sujeito. Após ficar sabendo da morte da figura, Higuchi fala de seus planos para Misa, que grava tudo no celular e mostra para Light e os outros, tornando-os cientes de que Higuchi é Kira. |                                 |                                 |
| 22 | "Direção"                       | 14/03/2007                      |
| O plano foi um sucesso, mas L ainda se encontra desconfiado e pensa numa outra estratégia, dessa vez envolvendo principalmente Higuchi. Ele pede para Weddy instalar câmeras nos seis carros que pertencem a Higuchi. Em seguida, ele pergunta a Light se ele lembra de ter matado alguém com um Death Note; ele responde com raiva que não. L faz a mesma pergunta a Misa e ela responde o mesmo. L, ainda, pede para Light analisar o que ele disse sobre a possibilidade de passar o poder de Kira para outra pessoa, enquanto isso L planeja usar um programa de uma emissora chamada Sakura TV para capturar Higuchi e descobrir como ele mata as pessoas. Namikawa, um dos sete da Yotsuba, descobre que L tem o contato e desconfia que Higuchi é o Kira; mas quando Light, se passando por L, liga para ele para fazê-lo revelar seu plano de desmascarar Kira, Namikawa diz estar certo de que Higuchi é Kira. O programa da Sakura TV começa nesse ponto: ele envolve duas pessoas de identidades desconhecidas, escondidas por proteções que produzem silhuetas; elas têm que dar dicas sobre o assassino da Yotsuba numa entrevista. Uma das pessoas em silhueta cita a primeira letra do assassino que é H, o que deixa Higuchi desconfiado. No meio da entrevista, a silhueta cai e revela uma pessoa de nome Matsui, deixando Higuchi irado e fazendo-o ligar para todos os contatos para saber o nome verdadeiro de Matsui, que é Matsuda, mas não consegue nenhuma resposta. Ele então decide ir à Sakura TV para matar Matsuda. |                                 |                                 |
| 23 | "Loucura"                       | 21/03/2007                      |
| A transmissão continua e Matsui (Matsuda) continua a contar a história de como conheceu Kira. Higuchi continua em direção à Sakura TV, enquanto L, Light e Misa assistem a transmissão e a ida de Higuchi até lá. Higuchi decide ir ao escritório da Yotsuba para descobrir o nome verdadeiro de Matsui e começa a se enlouquecer. Ele chega na Yotsuba e vasculha os arquivos para encontrar o nome verdadeiro de Matsui, ele consegue uma pasta com o nome verdadeiro e anota no Death Note, sendo assistido por L, Light e Misa. Higuchi vai para o carro aliviado; os três que assistem estranham seu comportamento. Quando Higuchi vê que Mastuda ainda não morreu, ele volta a se estressar, decidindo então fazer o acordo dos olhos de shinigami com Rem, para ver o nome verdadeiro de Matsui. Ele, então, adquire os olhos e vai correndo de carro para a Sakura TV. Weddy e os outros o seguem. No meio do caminho ele é parado por um policial, que mata com a ajuda do Death Note e dos olhos. L, Light e Misa começam a estranhar como ele fez isso, L não perde tempo e pede para que os agentes capturem Higuchi antes que ele chegue à Sakura TV. L liga para a polícia e denuncia Higuchi, enquanto Light avisa para o pai dele mudar de estúdio. Este último arma um novo plano. Higuchi chega a Sakura TV e entra no estúdio onde ocorre o programa, onde ele é encurralado pelo pai de Light e pelos outros, após perceber que é tudo uma farsa. Higuchi saca a arma e atira em Weddy mas o pai de Light é atingido no seu lugar e foge. Começa uma perseguição. Higuchi se enlouquece e foge, porém é mais tarde encurralado na rua por policiais. |                                 |                                 |
| 24 | "Ressurreição"                  | 28/03/2007                      |
| Higuchi é pego, mas antes L pede para que se dê a escuta para ele e pergunta para Higuchi como é que ele mata. Higuchi revela que é com o seu Death Note. O pai de Light pega o caderno e consegue ver Rem, se assustando com isso. Mogi, um dos agentes, também ve Rem e L pede para trazerem o Death Note até ele. Rem se preocupa por que se Light tocar no Death Note suas lembranças voltarão. L vê a shinigami e se impressiona ao saber que esses seres existem e que existem dois cadernos. Light, um pouco depois, toca no caderno e recupera suas memórias. Ele então decide matar Higuchi para que as suas memórias não desapareçam do caderno: ele escreve o nome de Higuchi numa folha do Death Note escondida no relógio dele sem L perceber. Higuchi morre. Na sede, um dos agentes lê o Death Note, todos se espantam menos Light e L. Ele lê na última folha do caderno as últimas regras, fazendo o grupo se espantar mais ainda. No entanto, essa última leitura acabou fazendo todos entenderem que Light e Misa são inocentes e L decide soltá-los. Livres, Light pede para que Misa vá a um lugar onde ninguém a veja, ou seja a floresta. Lá ela desenterra o seu Death Note e começa a recuperar suas lembranças assim que toca o caderno. Ela vê depois que o caderno inclui uma carta que escrita por Light, onde ele pede para que ela anote o nome verdadeiro de L no caderno e que tire algumas páginas do Death Note para ela e depois esconda o caderno e ainda diz que se fizer isso tudo ele irá amá-la para sempre. Misa, no entanto, não consegue lembrar o nome de L. Ryuk aparece para ela e ela pede os olhos de Shinigami. Ryuk diz que ela já fez o trato com Rem e pergunta se quer diminuir a vida ainda mais, ela diz que não tem mais escolha e decide que sim. Mais tarde ela encontra Light na sede e conta tudo. |                                 |                                 |
| 25 | "Silêncio"                      | 4/4/2007                        |
| Watari, que é o pai de L, assiste um vídeo da infancia do filho em Londres, quando o vídeo termina ele vê o mesmo parado na frente dele. L, mais tarde pergunta para Rem sobre as coisas do Death Note e pergunta também a Light se ele quer se encontrar com Misa sem a presença dele e Light acha que a presença dele já o incomoda. Misa se lembra do que Light diz sobre criar um mundo novo e que é para ela continuar com as mortes dos criminosos por ele; ela atende o pedido. Na sede, eles descobrem que estão acontecendo mais mortes. Rem estranha o plano de Light e depois descobre que Light tem certeza de que Rem salvaria Misa e que o único jeito de ela salvá-la é escrever o nome verdadeiro de L no caderno. Se matá-lo, Rem morre e a vida de Misa é aumentada. Light encontra L no telhado em um dia de chuva e lá eles conversam. Depois eles voltam para dentro e se secam. L desabafa sobre sua tristeza e diz que Light entenderá em breve. Os agentes pedem a aprovação do governo para que usem o caderno para matar uma pessoa e L decide usar para matar um criminoso para que ele veja com os próprios olhos a capacidade do artefato. Ocorre então um blecaute e Watari, antes de morrer, apaga todos os dados do computador, obedecendo a uma ordem de L. Rem, num asneio desesperado pela salvação de Misa, escreve o nome verdadeiro de L no caderno, fazendo-o morrer nos braços de Light. Light finge estar desesperado e pede para encontrar Rem e os outros também vão atrás. Light encontra o Death Note no meio de uma montanha de areia onde a shinigami estava. Ele finge para os agentes e para o pai que vai vingar a morte de L, mas ao mesmo tempo se sente feliz por seu objetivo ter sido cumprido. |                                 |                                 |
| Saga de Mello |                                 |                                 |
| 26 | "Renovação"                     | 11/4/2007                       |
| Depois da morte de L, é mostrado um flashback de tudo o que aconteceu até a morte de L, narrado por ele próprio. Depois do flashback, aparece na tela do computador a mensagem de L dizendo que é uma gravação de tudo que ele investigou no caso Kira antes de morrer e Light estava assistindo à gravação. O pai de Light e os agentes conversam sobre as vidas de L e Watari, enquanto Light reconstrói o programa de voz que L usava para se comunicar com as polícias do mundo todo. Os agentes propõem que Light seja o sucessor de L. Light aceita mas com a condição de ele não ser exposto tanto ao perigo como L fez. Light quer criar essa configuração de voz em outro local e diz que precisa alugar um quarto. Seu pai e os agentes concordam e ainda dizem que vão querer usar o quarto alugado de Light como base. O pai de Light fica encarregado de esconder o Death Note. No encontro com Misa, Light diz para ela que a partir de agora mostrará a criação de um novo mundo, matando os criminosos que vê pelo jornal e pela TV. No 4º mês (abril) de 2012, Light, agora com 23 anos entra para polícia nacional japonesa e mostra que as punições de Kira aumentaram no verão deixando uma divisão de opiniões. A maioria das pessoas apoiam Kira. |                                 |                                 |
| 27 | "Abdução"                       | 18/04/2007                      |
| O episódio começa em dezembro de 2007, mostrando a cena da casa de apoio que L e Watari frequentavam e o diretor Roger avisa a dois adolescentes, Mello e Near, que L está morto. Mello se enlouquece e pergunta a Roger qual dos dois ele escolheu para suceder L. Roger disse que não escolheu ninguém e fala para eles trabalharem juntos. Mello não concorda e diz que o sucessor de L será Near e sai da instituição. 5 anos depois, no dia 5 de maio de 2012, Near mostrou a sua investigação do caso Kira para o presidente dos Estados Unidos. Um agente do FBI diz que Near é o verdadeiro sucessor de L. Enquanto isso, uma equipe independente de investigação sobre Kira sem nenhuma relação com L chamada SPK (Special Provision for Kira, Força-Tarefa de Combate a Kira) composta por investigadores do FBI e da CIA. Light recebe uma ligação faz com que ele e todos os agentes fiquem surpresos. É pedido para que Light e Matsuda acompanhem um caso de sequestro. Eles encontram outros agentes no escritório do departamento. O pai de Light pergunta se ele tinha alguma exigência e um dos agentes disse que o sequestrador queria o Death Note, o que deixa Light surpreso. Um dos agentes do FBI liga para Yagami e diz que quer encontrá-lo. O FBI acha que Yagami e os outros que sequestraram o diretor, mas mostra que foi Mello e os capangas que o fizeram. Mello quer o Death Note para acabar com Near. Mello liga a Yagami para dizer que o diretor morreu e afirma que sequestrou a filha dele, Sayu, espantando a ele e Light. Este último se arrepende em silencio dizendo que não deveria ter matado o diretor já que isso chegou à sua irmã. O sequestrador liga dizendo que se em dois dias não entregarem o caderno a ele em Los Angeles, ele matará Sayu. Yagami decide ir para Los Angeles com o caderno. Light decide ligar para o FBI para pedir ajuda fazendo se passar por L, mas Near atende e chama diz que Light é o segundo L e que é o líder da SPK chamando N. |                                 |                                 |
| 28 | "Impaciência"                   | 25/04/2007                      |
| Near fala que não pode contar com L (Light), já que a CIA e o FBI vão oferecer apoio a L. Light diz que a irmã dele foi sequestrada e N (Near) diz que irá ajudá-lo enviando agentes. O pai de Light diz que se ele morrer, Light irá cuidar de Sayu, mas Light diz que não e que ele irá no lugar do pai. Ele pede para que Misa vá com ele, porque precisa dos olhos de shinigami para ver o nome dos assassinos. Misa aceita. Light e Misa vão ao aeroporto. O pai de Light, acompanhando de Aizawa, um dos agentes que trabalham para com ele, também vai. Um sujeito se aproxima do pai de Light e o induz pegar outro voo junto com ele. Aizawa liga para Light e diz que o pai dele mudou de voo, deixando-o preocupado. O avião que o pai de Light está muda de rota, pois foi na verdade um golpe de sequestro. Matsuda liga para Light e o informa sobre a mudança de rota do avião. Light fica mais impaciente ainda e pede ajuda para N. N diz que irá ajuda-lo, monitorando a área de aterrissagem por satélite. O avião pousa no deserto de Los Angeles, uma passagem é aberta e Mello pede para que o pai de Light entre. Ele vê sua filha Sayu presa numa gaiola de vidro. O sujeito pede a realização da troca do caderno pela Sayu. Yagami dá o caderno, mas o sujeito mascarado quer testá-lo para conferir sua funcionalidade. Light não tem coragem de matar a irmã. A troca é feita e Light vê pelo satélite o pai e a irmã saindo do esconderijo. Mello usa o Death Note para matar os agentes da SPK deixando N e mais três agentes vivos e Near liga para L, para dizer que a maioria dos agentes foi morta, e ainda lhe diz que não foi capaz de fazer nada sem lutar e decide que devem trabalhar juntos. Near suspeita de que seja Mello o autor do sequestro e conta a vida de Mello, surpreendendo Light. Enquanto isso, no mundo shinigami, um shinigami chamado Shiddoh diz ao rei que perdeu o caderno para um velho e que esse velho disse que foi Ryuk que deixou cair. Ele pergunta o que ele deve fazer. O rei responde que ele deve fazer Ryuk devolver o caderno e Shiddoh resolve ir à terra para realizar tal missão. |                                 |                                 |
| 29 | "Pai"                           | 2/05/2007                       |
| Shiddoh acha Ryuk e pede para que devolva o caderno, Ryuk diz que não sabe onde ele está. Light e os agentes pesquisam sobre o orfanato que Watari fundou e descobrem que lá eram abrigadas 30 crianças. Eles veem que Near foi o que mais se destacou como propenso a sucessor de L, seguido de Mello. Light descobre que Near é N, o sucessor de L e que Mello era cotado para ser o sucessor e que pegou o caderno antes de Near para provar para si mesmo. Light resolve achar a máfia onde Mello está. Misa olha a lista da máfia com os olhos de shinigami e diz que tem uma pessoa que não consegue ver a expectativa chamada Kal Snydar. Ele descobre que Mello está em Los Angeles. O shinigami Shiddoh vê o endereço e resolve ir para lá. Ele vê que o caderno está com Mello e passa o caderno para o dono verdadeiro, Snydar, pedindo para todos tocarem no caderno para poderem ver Shiddoh. Light desiste de novo do caderno e pega emprestado o de Misa. Ryuk e Misa perguntam o porque dele estar fazendo isso e Light diz que tem um novo plano. Misa se faz de Kira e liga para Yagami e diz que no dia 10 de novembro, às 23h59, todos os homens da máfia morrerão se for descoberto o nome de Kira através do FBI. Matsuda sugere fazer o trato dos olhos. O pai de Light aceita. No dia combinado, Light pede para que seu pai faça o trato com Ryuk. Light pede para o pai olhar as fotos dos criminosos e reparar assim que se o nome e a expectativa sumirem eles podem invadir o esconderijo. Depois disso, Mello tenta fugir e pede para os capangas levarem o Death Note, mas o pai de Light e os agentes conseguem detê-lo e pegam o Death Note, e Light pede para que achem Mello. O pai de Light consegue achar Mello e vê o nome verdadeiro dele que é Mihael Keehl. Ele então ameaça escrevê-lo se não se render, mas outro capanga que se fingiu de morto perto dele pega a arma e atira no pai de Light. Mello explode o esconderijo assim que os agentes chegam; ele sobrevive e foge com o caderno. Light pede para seu pai, já no hospital à beira da morte, para que ele termine de completar o nome de Mello mas ele morre. No final, Shiddoh toca no Death Note cheio de sangue e Light devolve o Death Note para ele, fazendo-o voltar para o mundo dos shinigamis. |                                 |                                 |
| 30 | "Justiça"                       | 9/05/2007                       |
| Near acha que a polícia japonesa e Kira são cúmplices e que Kira deve ser o segundo L. Um agente o pergunta se ele tem certeza; Near responde que tem 7% de certeza. Um programa de TV chamado "O Reino de Kira" é exibido, Light e os agentes estão o assistindo no seu novo quartel general. No entanto, a transmissão é interrompida por um discurso do presidente dos Estados Unidos, dizendo que o país apoiará Kira e que ele esta é combatendo o mal em vez de praticando-o. Light diz que Kira sabe que o que ele faz é cruel, mas que ele faz isso em nome da justiça. Mello usa uma das agentes para entrar no SDK. É descoberto que o sequestro foi um grande plano de Near para conseguir pressionar Kira. Near devolve a foto de Mello e ele conta mais sobre o Death Note deixando os agentes surpresos. Ao sair, Mello propõe uma aposta com Near para ver quem pega Kira primeiro. Near aceita e Mello vai embora. Near descobre que uma das regras no Death Note é falsa, e liga para L (Light), perguntando qual das regras ele deduz ser falsa; ele responde, mostrando que os dois têm a mesma opinião. Light pergunta a Ryuk se existe essa regra falsa. O shinigami fala que não. Near descobre sobre Ryuk e também sobre Kira estar entre eles. Near quer testar o caderno; Light diz que ele não pode fazer isso. Near entende e diz que tem alguém que o segundo L nunca achou e que essa pessoa esta colaborando com Kira. Light liga para o presidente como Kira e diz que quer descobrir quem são os agentes da SPK e que quer enviar os dados a ele num local combinado. Aizawa desconfia que Light seja Kira. Matsuda diz que o apresentador de "O Reino de Kira" está em Los Angeles transmitindo ao vivo aonde está o esconderijo da SPK. Light liga para Near perguntando se isso é obra de Mello ou se alguém descobriu os dados deles. Near fica com raiva de L. |                                 |                                 |
| Saga de Near |                                 |                                 |
| 31 | "Transferência"                 | 16/05/2007                      |
| Near acha que Kira deve ser o segundo L. Mello assiste do aeroporto a invasão da polícia à SPK e um repórter chamado Demegawa avisa ser o porta-voz de Kira. Light continua a falar com Near e Near ainda suspeita que um dos integrantes do segundo L seja Kira. Light diz que essa acusação é falsa. Near insiste que tem um suspeito entre eles. Aizawa continua a suspeitar de que Light é Kira e que L também acusava Light de ser Kira. A multidão começa a quebrar as portas e Near ordena a execução do plano que de jogar dinheiro para a população. Por causa disso o porta-voz fica obcecado pelo dinheiro e não consegue vê-los. Near e os agentes se vestem de policiais e saem do prédio junto com os outros. Light fica preocupado porque não consegue localizá-los mesmos se disfarçando de policiais. Near contata Light e diz que ainda suspeita de que Kira esta entre eles. Light diz para os agentes que se quiserem cooperar com a SPK, eles podem ir. Aizawa continua a desconfiar de Light. Este bola um plano para contatar Near e manda uma mensagem para Misa. Enquanto isso, Aizawa liga para Near falar sobre o Death Note, sobre a prisão de Light e Misa, entre outras coisas. Near pergunta quem são os suspeitos. Aizawa não diz e que ainda trabalha para L e para a polícia japonesa, mesmo assim Near o agradece principalmente por ter contato sobre os olhos de Shinigami. Depois das revelações, Near conclui que o segundo L, o suspeito de ser Kira, é Light. Aizawa conta a Light que ainda suspeita de ele ser Kira e de Misa ser o segundo Kira e vai vigiá-los. Light aceita. Aizawa e Mogi, que também suspeita de que Light seja Kira, vão para a casa de Misa procurar o caderno, mas não encontram nada. Aizawa pede para que Mogi fique na casa de Misa. No programa "O Reino de Kira, Demegawa apresenta os oficiais, mas um homem de cabelos verdes com um Death Note e os olhos de Shinigami assiste e mata os oficiais e o apresentador. O agentes ficam espantados e Light diz não saber sobre o caso. Aizawa se impressiona ao perceber que nem ele nem Misa estão com o caderno e no final o plano de Light é revelado: Light pediu para que Misa desistisse mais uma vez da posse do Death Note e que antes de perder a memória, ela transferiu o caderno para outra pessoa e Light pesquisou na TV sobre pessoas falando de Kira, tendo descoberto Mikami Teru, indivíduo que se tornou "a mão de Kira". |                                 |                                 |
| 32 | "Seleção"                       | 23/05/2007                      |
| O episódio começa um pouco falando da vida de Mikami Teru, ele teve uma infancia difícil, era agredido pelos colegas de sala na escola e que aprendeu que neste mundo ou você esta do lado do mal ou esta do lado da justiça, e que com o passar do tempo ele criou o objetivo de eliminar o mal, a mãe dele morreu em um acidente de carro deixando triste e obcecado por eliminar o mal. A chegar na idade adulta ele se tornou um promotor publico e no meio do trabalho ele ve a lista de pessoas mortas e fica feliz, depois descobre que foi Kira(Light) que matou todas elas, e foi para vários eventos de onde se mencionava o nome de Kira, um dia ele recebe a carta de Kira com um Death Note e começou a escrever os nomes das pessoas no caderno e ele tem os olhos de Shinigami. Light sabe que foi Mikami que matou o Demegawa mesmo sem antes pedir, Matsuda chaga com o jornal dizendo que Kira escolheu outra pessoa para ser o porta-voz dele, quando começa o programa de TV, Light reconhece a jornalista, é Takada Kiyomi e ela fala que trará a palavra de Kira, Mogi descobre que ela foi namorada de Light enquanto eles estavam na universidade e avisa Aizawa, Light pensa em contatá-la psra ficar do lado dele, Mikami lembra de como conheceu Takada, foi no programa de TV dele que ela foi uma interlocutora e quando respondeu uma pergunta de Kira, ela diz que detesta criminosos e aqueles que trazem desgraça ao mundo e ele viu que Takada apoia Kira e a escolheu como porta-voz de Kira, Light pergunta aos agentes se querem usar Takada na investigação, eles se espantam e Aizawa fica mais desconfiado do plano de Light. Light liga a Takada para marcar um encontro com ela, no quarto de Misa tem uma escuta embaixo da mesa e é Mello quem a escuta e sabe através de Near que ela é o segundo Kira, chega a hora do encontro, no meio da conversa Mikami liga psra Takada e ela avisa que esta com uma pessoa, e ele deseja falar com essa pessoa que é Light e ele fala com Mikami através de enigmas, e Light fala que esta sendo vigiado e pergunta se ele é Kira, Mikami entende que é para julgar alguém, e mata um apresentador na Sakura TV, os agentes se espantam e Light pede para que os agentes desinstalem a vigilância agora que sabem da verdade, depois que desligaram, Light diz para Takada ficar segura e revela que ele é Kira, ela fica surpresa e ele pede para que ela o siga e se tornará a nova deusa do mundo, Light liga paraos agentes para dizer que atuará como o namorado de Takada para pegar Kira. |                                 |                                 |
| 33 | "Desdém"                        | 30/05/2007                      |
| Near decide ir pro Japão e pede que Rester vá com ele. Light e os outros planejam colocar Misa para entrar na NHN para que eles consigam vigiar Takada, Near liga para L(Light) para dizer que esta no Japão e descobre que eles estão vigiando Takada para pegar Kira e pede para avisá-la para dizer que alguns membros da SPK estão no Japão para pegar Kira e que vão usá-la como isco. Light aceita o desafio e Near quer conhecer L(light), Near conversa com os seus agentes mostrando a situação, que Light é o L-Kira, a pessoa que esta matando se chama X-Kira e Takada é a porta voz dos dois e quer descobrir quem é o X-Kira. Light conversa com Takada sobre o plano de pegar Kira, mas estão sendo ouvidos e Light escreve mensagens para ela e ela aceita, Takada liga para Mikami para que mande uma carta de fã para ela que só ela o reconheceria e que mande 5 páginas do caderno e pede para que ele faça um falso, Mikami atende o pedido. O programa de Takada começa e Near assiste e pensa quem seria o X-Kira, ele assiste a todos os programas que falam sobre Kira, ele para assistir um programa que Mikami aparece falando de Kira e acha que ele é o X-Kira, mas depois descobre que tudo esta fazendo sentido. Near quer falar com Aizawa e pergunta se a conversa de L com Takada tinha câmeras e microfones, ele responde que só tinha microfones, Near agradece o contato e conversa com os agentes sobre o X-Kira e um dos agentes esta seguindo Mikami. Takada quer marcar um encontro com Misa e pede para que a agente Lidner vá com ela. No encontro na note de Natal, Takada pergunta sobre Light, Misa fica com ciúme e diz que vai anunciar seu casamento com ele no programa de ano novo, Takada fica ofendida quando Misa menciona Kira e diz que vai se encontrar com ela de novo quando tiver bons modos. Lidner conta o que aconteceu para Near e ele conclui que Light, Misa e Takada estão num triângulo amoroso. No metro, o agente da SPK vigia Mikami e vê que um cara esta querendo estuprar uma garota, ele abre o caderno e escreve o nome do estuprador e ele morre no metro, Mikami sai do metro deixando o agente surpreso e conta para Near tudo o que viu. |                                 |                                 |
| 34 | "Espreita"                      | 6/06/2007                       |
| Aizawa descobre que Light Yagami e Takada, a porta-voz de Kira, estão se comunicando por texto, para driblar as escutas policiais. Ao reportar isto à Near, tem sua ajuda dispensada, com a afirmação de que é suficiente apenas observar Light, sem movimentos bruscos. Mogi e Amane Misa são levados para uma sala, onde ficam sob escolta de Near. |                                 |                                 |
| 35 | "Sanguinolência"                | 13/06/2007                      |
| Near marca um encontro com L: cada um dos lados deve levar o caderno que está em sua posse, e toda sua equipe de investigação. Takada é sequestrada por Mello, e posta em um caminhão, porém mata-o ao escrever seu nome em um pedaço do Death Note que conseguiu esconder. Light Yagami então, ao receber a confirmação da mesma, escreve seu nome em um pedaço do Death Note que fica oculto em seu relógio, matando-a por incêndio no caminhão em que estava presa. |                                 |                                 |
| 36 | "28/01"                         | 20/06/2007                      |
| Light Yagami e sua equipe de investigação comparecem ao galpão onde o encontro fora marcado. Near, por precaução, permanece de máscara por 30 minutos, para assegurar que nenhum dos presentes fora manipulado pelo Death Note. Mikami chega logo após o fim deste tempo, e anota o nome de todos os presentes em seu Death Note (obviamente, exceto o de Kira). Near acalma os investigadores, assegurando que ninguém morrerá, já que a página do dia em que Mikami está escrevendo fora alterada e não funcionará, bastando portanto apenas verificar os nomes escritos nele para descobrir quem é Kira. Entretanto, L revela mentalmente que já estava ciente da alteração, e que por isto Mikami escrevia em um caderno falso, e Takada transcrevia para o verdadeiro, despistando as suspeitas do truque. |                                 |                                 |
| 37 | "Novo Mundo"                    | 27/06/2007                      |
| Light acredita ter vencido Near em seu próprio jogo. Near alterou os dois cadernos e mostrou que pelo falso não tinha o nome de Yagami Light, Light se enlouquece e fala que é uma cilada,Aizawa também revela que ja sabia que Light é Kira, Near revela que todo esse tempo fizeram o que Light havia previsto e alterou o caderno falso que Mikami tinha e também alterou-se o verdadeiro, Near estava com o caderno verdadeiro o tempo todo e que foi Gevanni que fez isso em uma noite, Light descobre que tem algo errado e pergunta se Mikami traiu, Near diz que não e que foi tudo graças a Mello e mostra que o nome de Takada estava escrito no caderno de Mikami e que colocou a morte dela para um minuto depois. Near diz que no dia 26 depois da notícia do sequestro de Takada Mikami foi ao banco e Gevanni diz que Mikami só vai ao banco no dia 25 de cada mês e que foi estranho ele ir ao banco duas vezes em dois dias, depois ele o seguiu até o depósito e conseguiu encontrar o caderno verdadeiro, Near fala que Light não percebeu que Mikami agiu por conta própria e que nesse momento percebeu a possibilidade do caderno ser falso,ele também revela que foi Mello que ajudou a criar essa situação, Lidner fala em pensamento que Mello sabia do risco que estava correndo por isso que ele se sacrificou para revelar que Light é Kira, e o próprio confirma para todos os presentes que é Kira.Light fala que matou os assassinos para criar um novo mundo sem criminosos, Near discorda dizendo que é apenas um assassino e o caderno é a arma mais mortal da história da humanidade e que Light perdeu para um Shinigami e para o poder do caderno, ou seja, Light é um assassino louco. Light pergunta para Near se o caderno que ele segura e o que Aizawa trouxe do Q.G são reais, Near acha que ele esta tentando blefar, mas que Light sabe qual é o verdadeiro, ele tira o pedaço que tem no relógio, mas ao tentar escrever o nome verdadeiro de Near é impedido a tiros por Matsuda, Light ainda ferido pede para que Mikami mate todos, mas vendo que não pode fazer mais nada Mikami se suicida, Light tenta escapar mas é tarde demais, Ryuk diz: "Você perdeu Light e quando você morrer aquele que escreverá o nome no caderno serei eu, esse é o trato entre o Shinigami e o primeiro humano que colocar as mãos no caderno no mundo humano, nós matamos o tédio um do outro foi bom enquanto durou ..." ,dizendo isso e mais outras palavras, Ryuk escreve o nome de Light Yagami no seu caderno. Light tem uma visão de L antes de fechar os olhos e morrer nas escadas da fábrica. Misa aparece no topo da laje de um prédio, o anime acaba. |                                 |                                 |

## Especiais/OVAs
| # | Título                                           | Estreia                         |
| Saga da Yotsuba (Segunda Parte) | Saga da Yotsuba (Segunda Parte)                  | Saga da Yotsuba (Segunda Parte) |
| --- | ------------------------------------------------ | ------------------------------- |
| 1 | "Death Note Relight Parte 1: Visões de um Deus"  | 31/08/2007                      |
| Um shinigami sem nome, interessado em visitar o mundo humano, visita Ryuk em algum momento após o caso de Kira ter concluído. Recebendo uma maçã do primeiro, Ryuk concorda em contar a história de Light, mas para na vitória de Light sobre L. O filme conclui com o shinigami saindo e visando o reino humano.                                                        |                                                  |                                 |
| 2 | "Death Note Relight Parte 2: Os Sucessores de L" | 22/08/2008                      |
| O especial resume o arco "Mello e Near" do anime ao omitir a maior parte do envolvimento de Mello no caso Kira. Ao contrário de seu antecessor, o filme apenas usa uma versão condensada do episódio final como seu final, seguido de uma cena adicional de Ryuk deixando o reino humano. Há também uma cena adicional de Aizawa e Matsuda encontrando o corpo de Light. |                                                  |                                 |